# Имперское министерство иностранных дел Германии
Имперское министерство иностранных дел (нем. Reichsaußenministerium) — одно из министерств Германии в 1919—1945 гг..

## История

### Министерство иностранных дел Пруссии и Северогерманского союза (1808/1810—1871)
Возникновение Министерства иностранных дел связано с предписаниями от 16 декабря 1808 и 27 октября 1810 года о создании Министерства иностранных дел Пруссии, переименованного в 1870 году в «Министерство иностранных дел Северогерманского союза», а в 1871 году — в «Министерство иностранных дел Германской империи». Министерство возглавлял государственный секретарь (статс-секретарь, нем. Staatssekretär), а с 1919 года — рейхсминистр иностранных дел Германской империи.

### Министерство иностранных дел кайзеровской Германии (1871—1918)
В Германской империи Министерство иностранных дел было имперским ведомством, занимавшееся внешнеполитическими вопросами. Оно возникло в 1871 году после основания империи и располагалось в Берлине на Вильгельмштрассе 76.
Германская империя наследовала Министерство иностранных дел Северогерманского союза в неизменной форме как имперский орган власти правительства Пруссии, возглавлявшийся государственным секретарём. Хотя Министерство иностранных дел действовало теперь в качестве органа власти общегерманской внешней политики, федеральные земли Германской империи сохраняли значительную долю самостоятельности в собственной внешней политике. При рейхсканцлере Отто фон Бисмарке с его активной внешнеполитической деятельностью Министерство иностранных дел стало одним из важнейших органов власти Германии. Хотя после увольнения в марте 1890 года О. фон Бисмарка важнейшие внешнеполитические решения исходили теперь уже от императора Вильгельма II, Министерство иностранных дел сохраняло ключевую позицию в германской дипломатии и временами представляло даже определенную оппозицию зигзагам Вильгельма II во внешней политике.

#### Структура (1871—1918)
Первоначально Министерство иностранных дел состояло из двух отделов, которые соответствовали двум строго разделенным функциям дипломатов и консулов.
- Отдел I (Abteilung I)

Первый отдел был политическим, занимавшийся делами высокой политики, кадрами, протоколом, назначениями, бюджетом, кассой и т. д. Руководил этим отделом государственный секретарь, являвшийся одновременно постоянным представителем рейхсканцлера в Министерстве иностранных дел. Рейхсканцлер нёс высшую ответственность в вопросах внешней политики, а государственный секретарь находился по отношению к нему в подчинённом положении. Заместителем государственного секретаря был младший статс-секретарь (Unterstaatssekretär).
- Отдел II (Abteilung II)

Второй отдел занимался вопросами торговли, внешними сообщениями и связью, консульским делом, вопросами государственного и гражданского права, искусства и науки, личными делами немцев за границей, а также деятельностью органов юстиции, полиции и почты, эмиграцией, морскими делами, пограничными вопросами и т. д. Этот отдел подчинялся министериальдиректору Министерства иностранных дел.
Учреждение последующих отделов
В 1885 году из компетенции Второго отдела были изъяты правовые вопросы, так как они перешли в ведение учреждённого Отдела III (правовой отдел). Через 5 лет был создан Колониальный отдел (Kolonialabteilung), в 1907 году ставший Имперской колониальной службой (Reichskolonialamt). Затем уже во время Первой мировой войны в 1915 году был создан IV-й Отдел, выполнявший функции информационного отдела.

### Министерство иностранных дел в периодВеймарской республики(1919—1933)
После окончания Первой мировой войны и принятия в 1919 году Веймарской конституции Германии Имперское министерство иностранных дел сохранило своё название, но теперь его возглавлял ответственный перед Рейхстагом имперский министр иностранных дел, а государственный секретарь остался в качестве самого важного чиновника министерства, фактически являясь заместителем рейхсминистра.

### Министерство иностранных дел вэпоху национал-социализма(1933—1945)
После прихода в 1933 году национал-социалистов к власти в Германии первое время профессиональные дипломаты пытались проводить независимую внешнюю политику, но постепенно их действия всё больше соответствовали общей политике А. Гитлера в иностранных делах. Окончательное подчинение Министерства иностранных дел нацистам произошло после увольнения рейхсминистра Константина фон Нейрата и назначения на его место Иоахима фон Риббентропа, после которого МИД постепенно избавился от дипломатов «старой школы».
После начала Второй мировой войны влияние и компетенции Министерства иностранных дел постоянно сокращались, поскольку с вступлением в войну против Германии всё новых государств стало резко сокращаться количество зарубежных миссий, а возможностей для ведения внешней политики становилось всё меньше.
С 1942 года аппарат Министерства иностранных дел принял активное участие в осуществлении политики «окончательного решения еврейского вопроса», по своей линии пытаясь оказать давление на руководство стран-союзников с целью вынудить их произвести арест и осуществить депортацию в концентрационные лагеря Германии проживавших на территории этих государств евреев (в подавляющем большинстве случаев эти усилия МИДа успеха не имели). Особое значение в структуре МИДа имел т. н. отдел «Германия» во главе с младшим статс-секретарём Мартином Лютером, который по линии МИДа занимался всем комплексом мероприятий по «окончательному решению еврейского вопроса». Этот отдел возник из учреждённого в 1933 году «реферата Германия» («Deutschlandreferat»; Referat D III), занимавшегося вопросами расовой политики, еврейским вопросом, лишением гражданства и эмигрантами, и созданного в 1938 году «Особого реферата Партия» («Sonderreferat Partei»).

#### Структура (1933—1945)
Внутренняя структура центрального аппарата Министерства иностранных дел неоднократно менялась, но в целом имела следующий вид:
- Бюро рейхсминистра: Эрих Кордт, посланник 1-го класса Франц фон Зонилейтнер
- Личный штаб рейхсминистра: Вальтер Хевель, Густав Адольф барон Штеенграхт ван Мойланд, Франц фон Зонилейтнер
- Ответственный за связь со средствами массовой информации: Карл Мегерле
- Статс-секретарь Внешнеполитического управления: Густав Адольф Штеенграхт ван Мойланд
- Статс-секретарь для особых поручений: Вильгельм Кеплер (1938—1945), которому подчинялись группы Inland I (бригадефюрер СА Эрнст Френцель) и Inland II (советник 1-го класса Хорст Вагнер)
- Отдел кадров: группенфюрер СА Герман Крибель
- Протокольный отдел: Вико фон Бюлов-Шванте, посланник 1-го класса Александр барон фон Дёрнберг
- Политический отдел: Ганс Генрих Дикхоф (1935—1937), Отто фон Бисмарк (1937—1940), унтер-статс-секретарь Эрнст Вёрман (1938—1943), унтер-статс-секретарь Андор Хеннке (1943—1945)
- Торгово-политический отдел: министериальдиректор Карл Риттер (1936—1937), министериальдиректор Эмиль Виль
- Культурно-политический отдел: посланник 1-го класса Пауль Шмидт, бригадефюрер СС Франц Альфред Зикс (1 сентября 1942 года — май 1945)
- Радио-политический отдел: посланник 1-го класса Герхард Рюле
- Правовой отдел: посланник 1-го класса Фридрих Гаусс (1939—1943), посланник 1-го класса Эрих Альбрехт.

Для сотрудников Министерства иностранных дел по поручению рейхсминистра И. фон Риббентропа была разработана очень пышная парадная форма с большим количеством золотого шитья. При парадной форме предполагалось ношение особого кортика.
Имперские министры иностранных дел:
- Константин фон Нейрат (2 июня 1932 — 4 февраля 1938)
- Иоахим фон Риббентроп (4 февраля 1938 — 30 апреля 1945)
- Артур Зейсс-Инкварт (30 апреля — 1 мая 1945 года) (к исполнению обязанностей не приступил)[6].
- Людвиг Шверин фон Крозигк (2—23 мая 1945)

Статс-секретари Имперского министерства иностранных дел:
- Бернгард фон Бюлов (1930 — 21 июня 1936)
- Ганс Георг фон Маккензен (1937 — февраль 1938)
- Эрнст Вильгельм Боле (30 января 1937 — 8 мая 1945)
- Эрнст фон Вайцзеккер (1 апреля 1938 — 5 мая 1943)
- Вильгельм Кеплер (1938—1945)
- Густав Адольф Штеенграхт ван Мойланд (31 марта 1943 — 8 мая 1945)

После окончания Второй мировой войны ряд ключевых сотрудников Министерства иностранных дел (Э. фон Вайцзеккер, Э. Боле, Э. Веезенмайер, Э. Вёрман, В. Кеплер, К. Риттер, Г. Штеенграхт фон Мойланд, Э. фон Эрмансдорф, а также Л. Шверин-Крозигк) предстал перед судом Американского военного трибунала в Нюрнберге по «Делу Вильгельмштрассе».